# هنری الیور
هنری الیور (انگلیسی: Henry Oliver; ۲۲ ژانویهٔ ۱۸۶۵ – ۱۵ اکتبر ۱۹۶۵) افسر نیروی دریایی پادشاهی بریتانیا بود. پس از خدمت در جنگ دوم بوئر به عنوان افسر ناوبری در یک رزم‌ناو در دماغه امید نیک و ایستگاه ساحل غربی آفریقا، در سال‌های اولیه قرن بیستم به عنوان اولین افسر فرمانده مدرسه جدید ناوبری مرکوری منصوب شد. او ابتدا به عنوان افسر فرمانده رزم‌ناو زرهی آشیل و سپس به عنوان فرمانده رزم‌ناو جدید تاندرِر منصوب شد و سپس به عنوان مدیر بخش اطلاعات در نیروی دریایی منصوب شد.
در طول جنگ جهانی اول، الیور به آنتورپ اعزام شد و در آنجا با حمایت بلژیک، موتورخانه‌های ۳۸ کشتی تجاری آلمانی به گل نشسته را منفجر کرد. او دبیر نیروی دریایی وینستون چرچیل، لرد اول نیروی دریایی و سپس رئیس ستاد جنگ نیروی دریایی شد و سپس به عنوان معاون رئیس ستاد نیروی دریایی خدمت کرد. در این سمت، او از نزدیک در هدایت نیروهای متفقین در نبرد جوتلند مشارکت داشت. او در آخرین سال جنگ به عنوان فرمانده اسکادران اول رزم‌ناو در ناوگان بزرگ خدمت کرد.
پس از جنگ، الیور به سرعت فرماندهی اسکادران دوم نبرد، ناوگان داخلی و ناوگان ذخیره را بر عهده گرفت. پس از آن او به عنوان لرد دوم دریا و رئیس پرسنل نیروی دریایی منصوب شد و کاهش هزینه‌های گسترده توصیه شده توسط کمیته هزینه‌های ملی به ریاست سر اریک گدس و کاهش زیاد تعداد کشتی‌ها را که طبق مفاد پیمان دریایی واشنگتن توافق شده بود، اجرا کرد. آخرین انتصاب او به عنوان فرمانده کل ناوگان اقیانوس اطلس بود.